# 未來日記-ANOTHER:WORLD-
《未來日記-ANOTHER:WORLD-》，是日本富士電視台將於2012年4月21日起逢星期六23:10至23:55（日本時間），即「土曜劇場」時段播出的電視連續劇。

## 製作背景
2012年2月17日，富士電視台宣佈開拍與日本漫畫《未來日記》相關之電視劇，也就是本作。官方一開始表明，這次製作將會借用原作設定去原創全新故事。此外亦公佈了男主角由岡田將生演出的消息，接著冬季季度的《神聖怪物們》連續兩季擔當主角，於業界尤其罕見。其後本作相關的演員亦相繼公佈，其中女主角由剛力彩芽主演。角色名稱方面，除了其中一位配角高坂王子外，其他名字都經過重新設計，避免有違原作的疑問。男主角天野雪輝被更名為星野新太，女主角我妻由乃亦改名為古崎由乃。
這次電視劇的製作亦象徵富士電視台土曜劇場自2009年停播後，於改革下重新展開。而本作之系列構成，將由曾經改編多部漫畫成為真人演出作品的渡邊雄介出任。旗下作品包括電影《20世紀少年 第1章及第2章》、電影《GANTZ》、電視劇《BLOODY MONDAY》等等，都具備一定人氣。

## 故事概要
認為如何努力都是白費心機，任何未來都不能改變的大學三年級生星野新太，即使進入求職時期，依然是得過且過地生活著。有一天，他跟舊同學聚會時手機被意外弄壞，於是得到計劃只生產數部的限量版智能手機作賠償。新太為手機安裝應用程式以後，寫入了「不想考慮將來」的事情。翌日，新太發現手機上有一個接一個早前沒有寫下的內容，讓他掌握了過去與未來。他稱之為「未來日記」，對於相關能力變得意氣風發。
然而，新太很快發現，自己被另一個手持未來日記的神秘女子——古崎由乃一直跟蹤。更加衝擊的是，這是日記持有者之間你死我活的生存遊戲，新太的「DEAD END」告示亦出現了……

## 登場人物

### 未来日記持有者
- 星野新太（演員：岡田將生）
- 古崎由乃（演員：剛力彩芽）
- 萩戶金次郎（演員：岡田義德）
- 不破惠美（演員：二階堂富美）
- 奧田陽介（演員：平岡祐太）

路魔，连环杀人事件制造者。
- 木部徹（演員：佐野史郎）

智能手機開發公司的社長。
- 沖江春奈（演員：福田麻由子）

大学一年级生，森口类的妹妹。

### 新太親友們
- 森口類（演員：本鄉奏多）

城惺學院大學三年級生，是新太的親友。被吩咐去分發其中四部有未來日記的手機。
- 高坂王子（演員：菊池風磨（Sexy Zone））

城惺學院大學一年級生，仰慕新太。
- 星野禮子（演員：宮崎美子）

新太之母。

### 警視廳櫻見町署員
- 淺見麻里奈（演員：富永沙織）

刑警，金次郎的同僚。
- 藏田曉（演員：平賀雅臣）

刑警，金次郎的上司。

### 智能手機開發公司關係者
- 木部徹（演員：佐野史郎）

智能手機開發公司的社長。实际上是未来日记的持有者。
- 星野九郎（演員：光石研）

智能手机开发者，新太的父亲。

### 其他人物
- Deus·ex·Machina（演員：內田有紀）

即宙斯，這次生存遊戲的主辦者。
- 上原倫子（演員：中村友理）

目前於醫院中療養的謎樣女子。荻户刑警的心上人。梦想是到南半球看“蓝色星星”（Blue Star）。因杀掉男友而假装失忆逃避罪责，被荻户庇护。

## 遊戲規則
- 未來日記的出現，是透過持有者的智能手機追加。日記會自動顯示短時間內的未來。
- 如果持有者即將被殺死，那不論日記的預知範疇是甚麼，都會記載「DEAD END」，一直處於程式底部以作提醒。相關告示會提早一天出現，死前30分鐘會出現倒數時計。
- 如果持有者沒有按照未來日記上的預知內容行動，日記會即時修改預知內容，并發出改變的噪音。同樣，日記會根據其他持有者的行動作出改寫。
- 未來日記一旦被破壞，就會即時失去效用，持有者亦會在該時空迎來死亡。不過，那種死法近乎是消滅，不會任何屍體或身上的東西留下。而即使是已經死亡的個體，日記的破壞仍會造成消滅。

## 樂曲
主題曲《ANOTHER:WORLD》
主唱：柴咲幸 

## 製作團隊
- 原作：《未來日記》（角川書店）
- 系列構成：渡邊雄介
- 編劇：渡邊雄介、桑村香、早船歌江子
- 導演：並木道子、宮木正悟
- 導演補助：品田俊介、森脇智延
- 武術指導：竹田道弘
- CG：三塚篤、市毛宏和
- CG協力：Digital Media Lab、
- 音樂：福廣秀一朗
- 片頭旁白: 石田彰
- 製片人：藤野良太
- 製片人補助：足立鮎美
- 製作：富士電視台連續劇製作中心 [2]

## 播放日期、副題及收視率
| 各話                                                   | 放送日        | 日文副標題 | 中文副標題                                               | 編劇       | 導演     | 收視率 |
| ------------------------------------------------------ | ------------- | ---------- | -------------------------------------------------------- | ---------- | -------- | ------ |
| Episode 01                                             | 2012年4月21日 |            | 手機預告自身的未來… 究極的生存遊戲開始！推翻最壞的未來！ | 桑村香     | 並木道子 | 9.9%   |
| Episode 02                                             | 2012年4月28日 |            | 所以，我將背叛                                           | 桑村香     | 並木道子 | 5.8%   |
| Episode 03                                             | 2012年5月5日  |            | 並不是空蕩的                                             | 早船歌江子 | 宮木正悟 | 6.1%   |
| Episode 04                                             | 2012年5月12日 |            | 第七位的所有者                                           | 桑村香     | 宮木正悟 | 6.7%   |
| Episode 05                                             | 2012年5月19日 |            | 真相被揭開                                               | 桑村香     | 並木道子 | 7.0%   |
| Episode 06                                             | 2012年5月26日 |            | 最後的DEAD END                                           | 早船歌江子 | 並木道子 | 6.6%   |
| Episode 07                                             | 2012年6月2日  |            | ANOTHER：WORLD                                           | 渡邊雄介   | 宮木正悟 | 6.1%   |
| Episode 08                                             | 2012年6月9日  |            | Re：START                                                | 渡邊雄介   | 宮木正悟 | 5.2%   |
| Episode 09                                             | 2012年6月16日 |            | 再會                                                     | 桑村香     | 並木道子 | 5.6%   |
| Episode 10                                             | 2012年6月23日 |            | 選擇與決斷                                               | 早船歌江子 | 宮木正悟 | 6.2%   |
| Episode Final                                          | 2012年6月30日 |            | 完美的未來                                               | 桑村さや香 | 並木道子 | 7.2%   |
| 平均收視率6.6%（收視率由Video Research於關東地區統計） |               |            |                                                          |            |          |        |